# هاوارد هیگین
هاوارد هیگین (انگلیسی: Howard Higgin; ۱۵ فوریهٔ ۱۸۹۱ – ۱۶ دسامبر ۱۹۳۸) کارگردان فیلم و فیلم‌نامه‌نویس اهل ایالات متحده آمریکا بود.